# 클레이디온 전투
클레이디온 전투[(Κλειδίον) 또는 전투가 벌어진 클류치의 중세 명칭을 딴 키디움 전투(Clidium)], 혹은 벨라시차 전투는 1014년 7월 29일에 비잔티움 제국과 불가리아 제국 간에 일어난 전투이다. 10세기 말과 11세기 초의 비잔티움 황제 바실리오스 2세와 불가리아 황제 사무일 간의 거의 반세기에 걸친 분쟁의 정점이 다다랐던 사건이었다. 전투는 비잔티움의 승리로 끝났다.
전투는 오늘날 불가리아의 도시 클류치 인근에 있는, 벨라시차산맥과 오그라즈덴산맥 사이의 계곡에서 일어났다. 전투의 결정적 순간은 7월 29일에 불가리아 진영을 우회했던 비잔티움 제국의 장군 니케포로스 크시피아스가 이끄는 병력이 후방을 공격하면서 벌어졌다. 이어진 전투에서 불가리아군은 대패하고 말았다. 수천 명의 불가리아군들이 포로로 붙잡혔고 이들은 바실리오스 2세의 명으로 실명을 당했는데, 이를 통해 그는 이후에 '불가리아인의 학살자'로 알려지게 되었다. 사무일은 전투에서 살아남았지만, 두 달 만에 심장마비로 죽었는데, 눈먼 병사들의 모습을 보고 사망했다고 전해진다.
이 전투 결과로 제1차 불가리아 제국이 무너지지는 않았으나, 불가리아는 비잔티움의 진격을 막아낼 국력을 상당 상실하고 말았으며, 클레이디온 전투는 불가리아와 비잔티움 간 전쟁에서 핵심적인 교전이라고 평가된다.

## 배경
분쟁의 기원은 7세기 때로 거슬러 올라가며, 이 당시 아스파루흐 칸이 이끄는 불가르족들은 동로마 제국의 속주 중 한 곳에 도나우강을 따라 국가를 세웠다. 이 결과로, 불가르족의 나라는 지속적인 생존을 이루기 위해 비잔티움과 계속된 전쟁을 벌였다.
968년에, 북쪽에서 키예브 대공 스뱌토슬라프 1세가 불가리아를 침입하였다. 이쯤, 시메온 1세의 집권기에 있었고 비잔티움의 존망을 한때 위협하고 다녔던 불가리아 제국은 힘을 상당 상실하고 말았다. 이 기간, 키예프의 침입들은 불가르족과 전쟁을 진행하고 있었던 비잔티움 군대에 반복적으로 격퇴되었으며 971년에 불가리아의 수도 프레슬라프의 수도가 함락된 이래로 지속적인 분쟁에 놓였다. 이 전쟁으로 불가리아 황제 보리스 2세는 콘스탄티노플에 대한 제위를 포기해야만 했고, 불가리아 동부 지역은 비잔티움의 지배 하에 놓이게 되었다. 비잔티움은 이 행보가 불가리아의 독립의 끝을 나타내는 것이라 보았으나, 불가리아 서부 지역은 독립을 유치하였고 코미토풀리가의 형제들인 다비트, 모이세이, 아론 등의 지도 하에 비잔티움에 대한 저항이 일어났다.
비잔티움 황제 바실리오스 2세는 976년에 제위에 오르고 나서, 그의 첫 포부로 불가리아의 독립을 끝내기로 하였다. 그의 대적 상대는 당시 사무일이 이끌던 서부 불가리아인들이었다. 바실리오스 2세의 첫 군사 원정은 재앙적이었으며, 불가리아군이 986년 트라야누스 관문 전투에서 비잔티움군을 전멸시키던 당시에 황제는 가까스로 목숨을 건졌다.
15년 뒤, 바실리오스가 자신의 통치에 반대하는 반란과 동방의 파티마 칼리파국의 위협에 놓여있던 동안, 사무일은 과거에 정복당한 불가리아 영토를 되찾았고 적의 영토로 전쟁을 확전시켰다. 하지만, 저 멀리 코린토스까지 이르던 그의 남부 그리스 침공은 986년 스페르케이오스 전투에서 불가리아의 결정적 패배로 이어졌다. 그 다음 전쟁은 자신의 지위를 공고히 하던 바실리오스가 불가리아에 대한 공세를 시작하며 1000년에 시작되었다. 그는 모이시아를 확보하였고, 1003년에, 그의 군대가 비딘을 점령하기에 이르렀다. 다음 해에 바실리오스는 스코페 전투에서 사무일에 대패를 안겨다주었다. 1005년경, 바실리오스는 테살리아와 마케도니아 남부 일부를 탈환해냈다. 그리고 몇 년 뒤부터, 규칙적인 현상이 일어났는데, 비잔티움군이 요새를 포위하고 교외 지역을 약탈하는 등 불가리아에서 군사 활동을 수행하는 동안에 수적으로 열세인 불가리아군은 직접적으로 반격을 할 수 없었고 따라서 시선을 돌리기 위한 약탈을 마케도니아와 그리스 지역에서 벌였다. 어느 정도의 성공을 거두기는 했지만, 이걸로는 어떤 항구적인 결과물을 도출하지 못하였고, 바실리오스가 불가리아 내 군사 활동을 포기하게도 만들지 못하였다. 1009년에 실시한 불가리아의 반격 시도는 크레타 전투의 패전으로 실패하고 말았지만, 비잔티움 측도 결정적인 승기는 잡지 못했지만, 비잔티움 체계적인 공세는 불가리아의 요새를 함락시켰고 점차 불가리아군을 약화시켰다. 비잔티움의 역사가 요안니스 스킬리지스에 말에 따르면: "바실리오스 2세 황제는 매년 불가리아 침공과 그 과정에서 모든 것을 파괴하는 행위를 지속했다. 사무일은 야전에서 그를 막거나 결정적 전투에서 황제와 대적할 수 없었는데, 많은 패배를 겪고 그의 힘이 약해지기 시작하였다." 이 전쟁의 정점은 1014년에 이르렀는데, 군대의 선두에 있던 사무일은 비잔티움 군대가 불가리아의 심장부에 들어가기 전 이들을 막아내려 했다.

## 전조

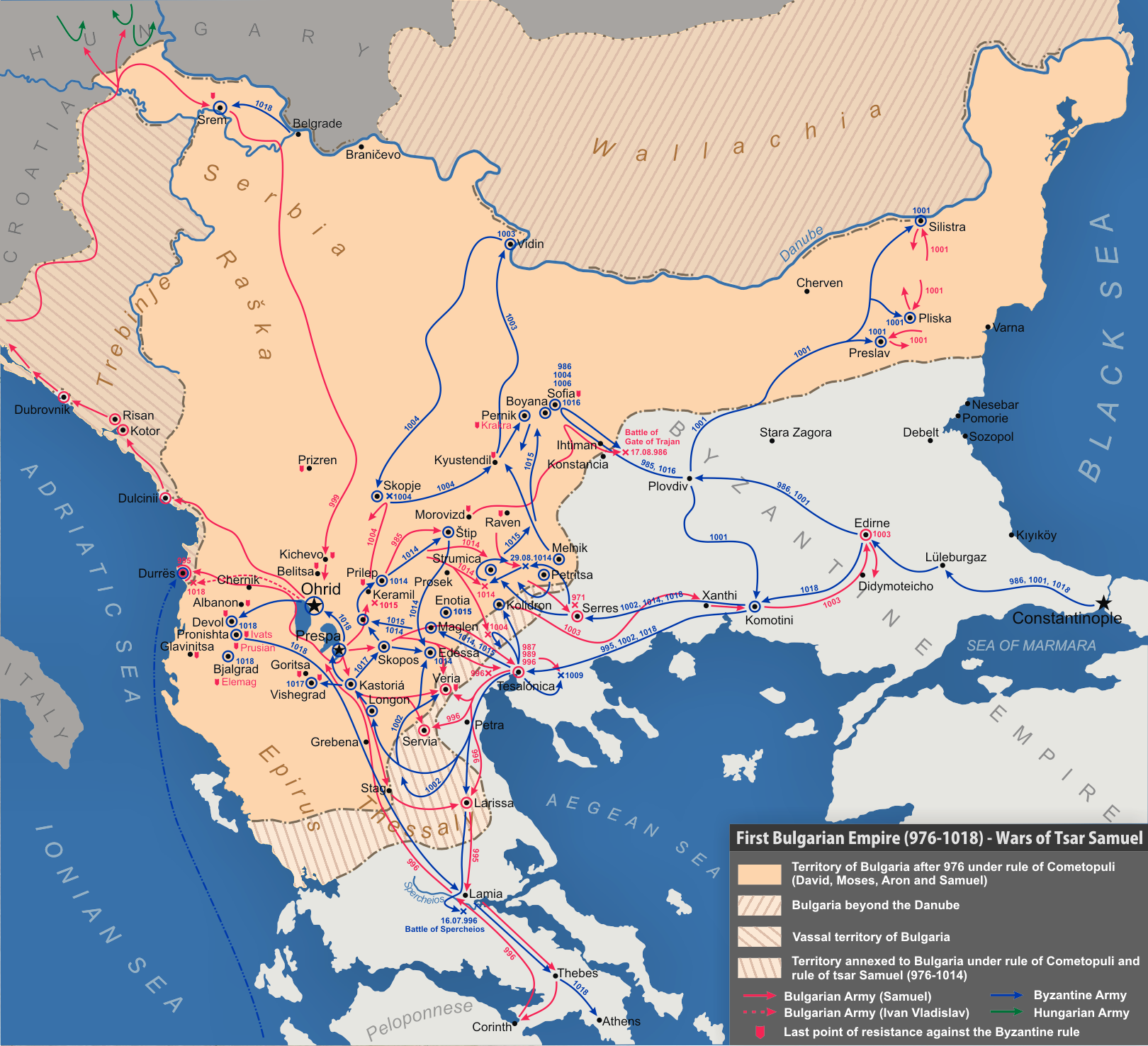
1000년경 불가리아와 비잔티움의 지도

사무일은 비잔티움 군대가 여러 산길들을 통하여 불가리아를 침입을 할 것이라는 걸 알게 됐고, 이에 따라 이들을 막기 위한 예방 조치를 취했다. 불가리아인들은 국경을 따라 해자를 설치하였고 계곡과 산길들을 성벽과 성탑들로 요새화 시켰으며 특히나 스트루마강에 있는 클레이디온 관문을 공들여 강화시켰는데 이곳은 바실리오스가 불가리아의 심장부에 이르기 위해서는 통과할 필요가 있었던 곳이었다. 사무일은 스트루미차성의 남쪽과 동쪽에 있는 벨라시차산맥의 북쪽 능선을 두껍게 요새화를 하였다. 스트루미차강의 넓은 유역은 공격이 용이한 장소였고 과거 몇 년 동안 이 용도로 비잔티움 군대가 사용한 바가 있었다. 불가리아 군대는 관문을 지키기 위하여 강력한 보호 시설을 설치해두었다. 추가적으로, 불가리아의 통치자는 방어 기지로 스트루미차를 택했는데, 동쪽으로는 트라키아와 서쪽으로는 오흐리드로 이어지는 도로에 위치했었다. 남쪽의 바위투성이의 지대는 불가리아 군대가 지키고 있는 토루와 성벽 등이 산재했다.
바실리오스 2세와 클레이디온에서 그의 군대와 대적하기로 한 사무일의 결정은 연이은 패배와 불가리아를 황폐화 한 침공 등으로 촉발된 것만이 아니라, 불가리아 귀족들이 바실리오스의 군사 활동에 의해 치명적으로 약화된 사무일에 대한 권위의 우려 등에서 비롯한 것이었다. 예시로 1005년에, 아드리아해의 주요 항구 도시 디라키움의 총독이 바실리오스 2세에게 투항한 일이 있었다. 이러한 위협에 대처하기 위하여, 사무일은 비잔티움 군대에 맞서 대군을 모았으며, 일부에서는 많으면 병력이 45,000명에 이른다고 주장하였다. 바실리오스 2세 역시도 신중히 준비를 하였으며, 자체적으로 대군을 소집하고 그의 가장 경험 많은 사령관들을 데려왔는데 이중에는 필리포폴리스 (오늘날 플로프디프)의 총독인 니케포로스 니케포로스 크시피아스가 있었으며 그는 1001년에 사무일에게서 옛 불가리아의 수도였던 플리스카와 프레슬라프 등을 정복한 바 있었다.

## 전투
비잔티움 군대는 콘스탄티노플에서 출발해 코모티니, 드라마, 세레스를 거쳐 스트루마강이 있는 루펠 관문에 이르렀다. 그곳에서 비잔티움 군대는 스트루미차 계곡에 들어섰고 클류치라는 마을 인근에 도달했는데 이곳은 스트루마강이 굽어지고 벨라시차, 오그라즈덴과 만나는 곳이었다. 비잔티움 군은 그 지점에서 불가리아 군대가 지키고 있던 두터운 목조벽에 가로막혔다. 비잔티움 군대는 곧바로 방벽을 공격했으나, 많은 피해를 입은 채 격퇴당했다.
이에 대응해, 사무일은 남쪽을 공격하여 클류치에서 바실리오스의 시선을 떨어트려 놓토록 가장 유능한 불가리아 귀족 중 하나였던 네스토리차의 군대를 보냈다. 네스토리차의 불가리아 군대는 테살로니카에 도착했으나, 그곳의 '스트라테고스'(총독 겸 군 지휘관) 테오필락토스 보타니아티스와 그의 아들 미하일은 성벽 밖에서 처절한 전투 끝에 간신히 불가리아 군대를 격퇴시켜냈다. 테오필락토스는 많은 포로들을 생포하고 많은 군 장비를 노획하였으며 북쪽으로 진격해 클류치에 있는 바실리오스와 합류했다.
관문의 수비 병력을 제압하려던 바실리오스의 첫 시도는 성공적이지 못했고 그의 군대는 불가리아군 15,000–20,000명이 지키던 계곡을 통과할 수가 없었다. 이러한 어려움에도 비잔티움 황제는 공격을 포기하지 않았다. 그는 사령관인 니케포로스 크시피아스에게 벨라시차산 주변으로 군대를 우회하여 후방에서 불가리아군을 위협하라 명령하는 한편, 바실리오스 본인은 방벽에 대한 공격을 이어나갔다. 크시피아스는 그의 군대를 가파른 산길을 따라 이끌고 불가리아군의 후방으로 이동했다. 7월 29일, 크시피아스는 불가리아 방어군을 공격하여, 계곡에 가두었다. 불가리아군은 이 새로운 위협에 맞서기 위해 방어탑을 포기하였고 바실리오스는 방어선 돌파하여 성벽을 파괴할 수 있었다.
대패라는 혼란 중에, 수천 명의 불가리아 병사들이 전사하였고 살아남은 자들은 필사적으로 서쪽을 향해 달아나려 하였다. 사무일과 그의 아들 가브릴 라도미르는 스트루미차 요새에 자리잡은 작전 기지에서 병력을 돕기 위해 즉시 동쪽으로 향했으나, 모크리에보 (오늘날 북마케도니아)라는 마을 인근에서 처절한 교전을 벌이다 이들 부자는 재빨리 진격하는 적군에 제압당하고 말았다. 여러 불가리아 병사들이 모크리에보에서 전사하였고 포로로도 많이 붙잡혔다. 사무일 황제 본인은 자신의 말에 아버지를 태워 프릴레프로 안전하게 데려간 용감한 그의 아들 덕에 가까스로 벗어났다. 프릴레프에서, 사무일은 프레스파로 돌아갔고, 가브리일 라도미르는 전투를 이어나가기 위해 스트루미차로 향했다.

## 이후 상황

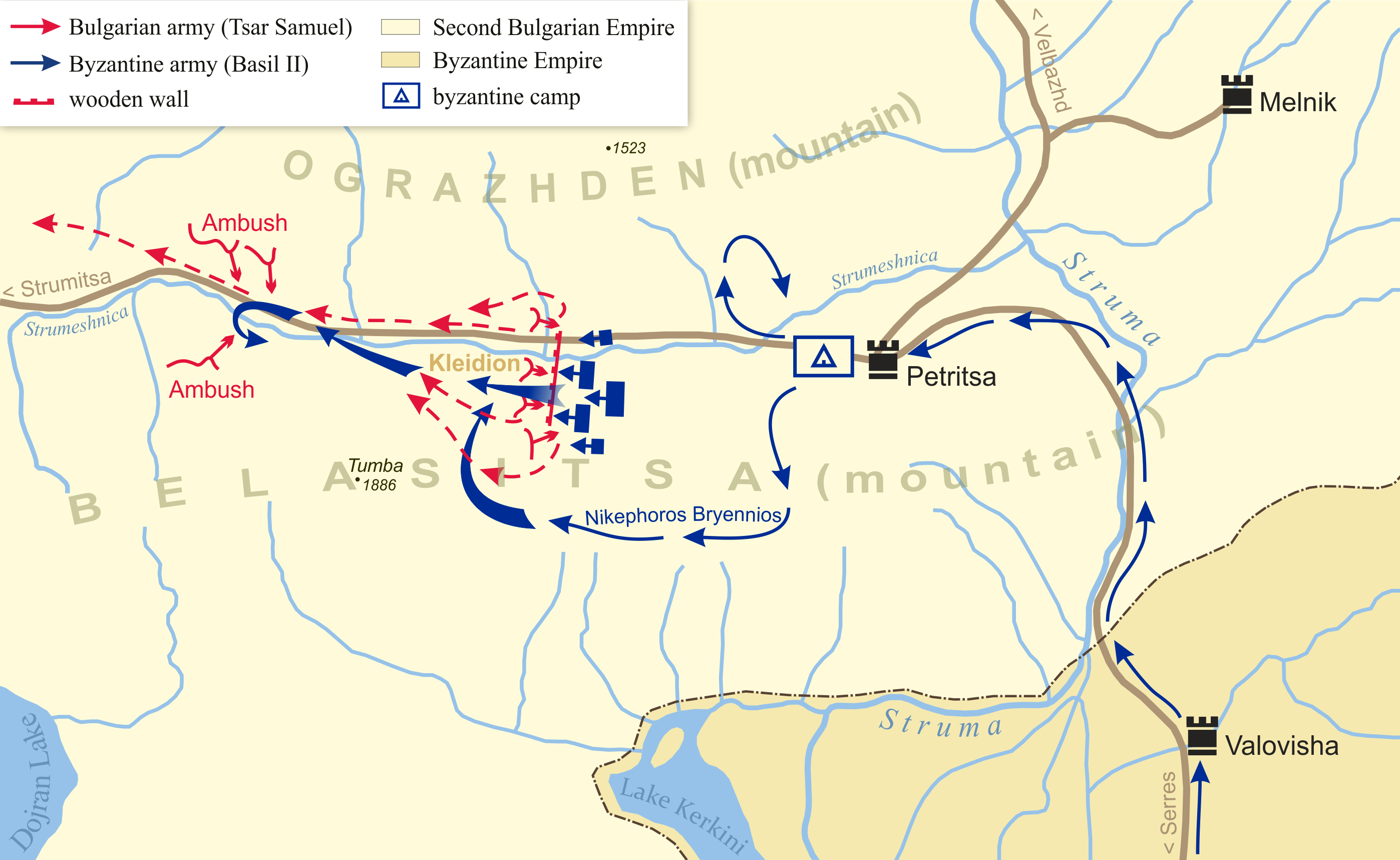
클레이디온 전투

승리를 거둔, 바실리오스 2세는 바르다르강 유역 전체를 장악하는 데 필수적이었던 스트루미차로 진격하였다. 그곳으로 향하던 중에, 비잔티움 측은 진격로 동쪽에 있던 마츠키온 요새를 점령하였다. 또한 비잔티움 황제는 스트루미차를 포위하고 남쪽의 모든 불가리아 잔당을 전멸시키며 테살로니카로 향하는 진로를 정리하기 위해 보타네이아테스가 이끄는 병력을 파견시켰다. 나머지 병력으로 바실리오스는 스트루미차의 공성전을 실시하였다. 불가리아 측은 보타네이아테스가 나머지 요새를 파괴하도록 내버려두었으나, 그와 그의 병력 좁은 계곡에서 불가리아군의 기습을 당하기도 하였지만 곧 비잔티움 측의 임무는 완료되었다. 이어진 전투에서 보타네이아테스는 완패하였고 불가리아군 지휘관 가브리일 라도미르는 직접 창으로 보타네이타테스를 찔러 죽였다. 이 결과로, 바실리오스 2세는 스트루미차 공성을 포기 및 퇴각해야 했다. 복귀 중에, '쿠비쿨라리오스' 세르기오스의 화술로 멜니크가 항복하였는데, 남쪽에서 소피아로 이어지는 주요 도로를 지키는 도시의 항복은 불가리아 측에 큰 충격이었다.

### 포로
요안니스 스킬리지스는 바실리오스가 불가리아군을 완전히 궤멸시켰고 포로 15,000명(케카우메노스에 따르면 14,000명)을 붙잡았다고 하였다. 하지만 바실  즐라타르스키 같은 근대의 역사가들은 이 수치가 과장된 것이라 주장한다. 마나세스 연대기에 대한 14세기 불가리아어 번역본은 포로 수를 8,000명이라 하였다. 바실리오스는 포로들을 100명씩 무리 짓고, 각 무리마다 99명은 양쪽 눈을 실명시키고 나머지 한 명은 한쪽 눈만 실명시킨 다음에 그가 나머지를 고향으로 이끌게 하였다. 이는 바실리오스가 총애하던 장군이자 조언가였던 보타네이아테스의 죽음에 대한 보복으로 이루어진 것이었고, 또한 불가리아의 사기를 꺾기 위함도 있었다. 이에 대해 추정하는 또 다른 이유는 비잔티움의 관점에서 불가리아인들은 자신들의 통치에 대항하던 반란군이었고, 실명을 시키는 행위는 반란자한테 일반적으로 행해지던 처벌이었다는 것이다. 이 명령으로, 바실리오스는 '불가록토노스'(그리스어: Βουλγαροκτόνος, 불가리아어: Българоубиец), "불가르족의 학살자"라는 별칭을 얻었다. 사무일은 1014년 10월 6일 심장 마비로 사망했는데, 전해진 바에 의하면 실명이 된 병사들을 보고 그런 것이라 한다.

## 여파

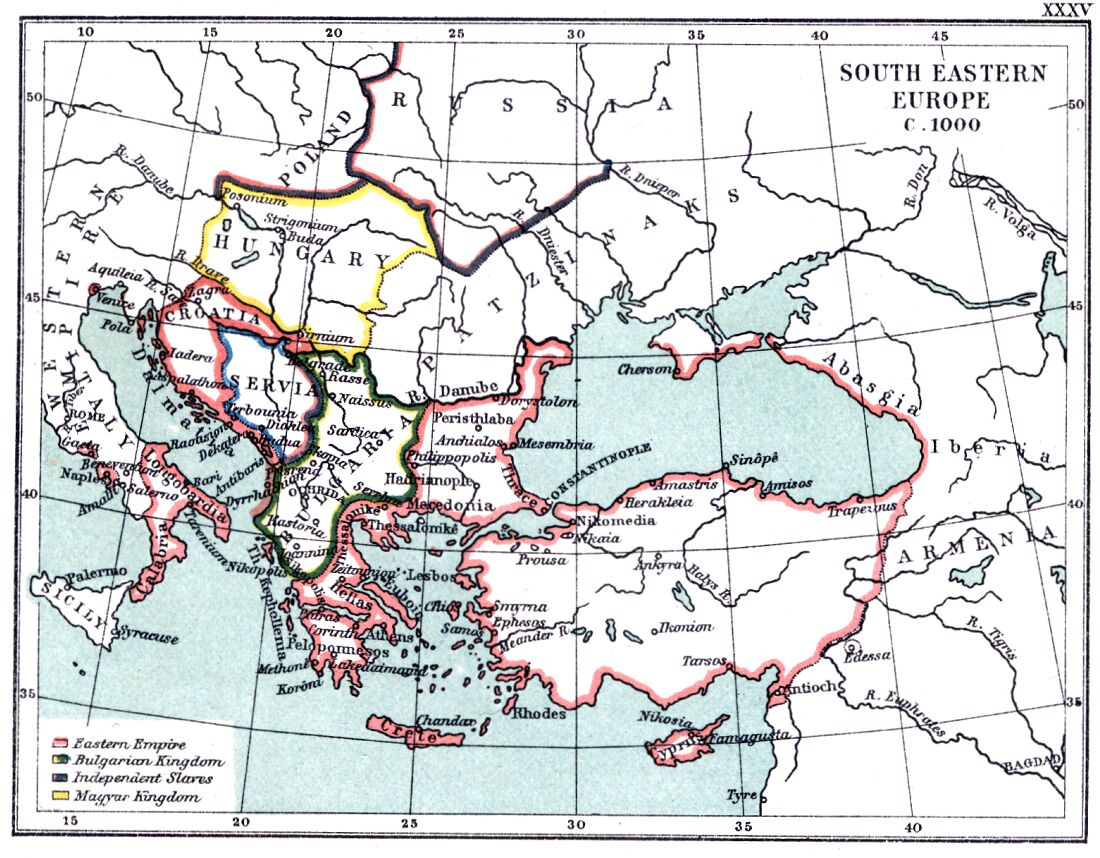
1000년경 남동유럽. 비잔티움의 영토와 독립을 유지하던 서부 불가리아가 묘사되어 있다. 이 시기쯤, 불가리아 동부 역시도 불가리아의 지배권 하에 있었다.

보타이네이아테스의 죽음과 이 전투 이후에도 4년 이상 지속된 전쟁은 비잔티움의 성공이 완전하지는 못했음을 나타낸다. 일부 오늘날 역사가들은 불가리아의 패배는 스킬리지스와 케카우메노스가 묘사한 것처럼 완패였다는 것에 의문을 표하고 있다. 그 외 역사가들은 이후 사무일 황제의 죽음이 불가리아에 있어 훨씬 치명적이었던 점을 강조한다. 사무일의 후계자들인 가브리일 라도미르와 이반 블라디슬라프 등은 바실리오스 2세의 공격에 효과적으로 대항할 수 없었고, 불가리아는 1018년에 완패하고 만다. 그 해에 불가리아 황제 이반 블라디슬라프는 디라키움 전투에서 전사하였고, 불가리아는 1185년 아센 형제들이 이끈 봉기의 성공이 이뤄질 때까지 비잔티움 제국의 속주가 되어 있었다.
역사학적으로 다른 이유들로 이 전투의 중요성을 강조하고 있다. 벨라시차 전투의 결과로, 불가리아군은 회복이 불가능한 큰 피해를 입었다. 불가리아 제국 중앙 정부의  주변부와 내륙 깊숙한 곳에 대한 통제 능력이 약해졌고 각 지역 총독들의 행동은 비잔티움과 전쟁의 결과에 있어 한층 중요해진 상황에서 총독들 다수가 자발적으로 바실리오스 2세에게 투항했다.
전투는 또한 세르비아인과 크로아티아인들에게도 영향을 미쳤는데, 이드른 1018년 이후로 비잔티움 황제의 우위권을 인정해야 했다. 비잔티움 제국의 국경은 7세기 이래로 처음 다뉴브강으로 회복됐고, 다뉴브강에서 펠로폰네소스반도 그리고 아드리아해에서 흑해에 이르는 발칸반도 전역을 지배하게끔하였다.

## 추가 서적 자료
- John Skylitzes, Synopsis Historion 보관됨 7월 13, 2001 - 웨이백 머신, translated by Paul Stephenson. Original Greek version
- Treadgold, Warren T. A History of the Byzantine State and Society. Stanford: Stanford University Press, 1997. ISBN 0-8047-2630-2
- Mutafchiev, Petar, Book about the Bulgarians (Kniga za balgarite, Книга за българите), in Bulgarian, Bulgarian Academy of Sciences Publishing House, Sofia 1992, ISBN 954-430-128-3
- Mutafchiev, Petar, Lecture notes on Byzantine history (Lektsii po istoria na Vizantia, Лекции по история на Византия), in Bulgarian, Vol. II, Anubis Publishers, Sofia 1995, ISBN 954-426-063-3 (т. 2)
- Gyuzelev, Vasil, Bulgaria from the second quarter of the 10th century to the beginning of the 11th century, (Balgaria ot vtorata chetvart na X do nachaloto na XI vek, България от втората четвърт на Х до началото на ХІ век), in Bulgarian, In: Dimitrov, Ilcho (Ed.), Short History of Bulgaria (Kratka istoria na Balgaria, Кратка история на България), in Bulgarian, Science and Arts Publishers, Sofia 1983
- Bozhilov, Ivan, Tsar Simeon the Great (893–927): The Golden Century of Medieval Bulgaria (Tsar Simeon Veliki (893–927): Zlatniyat vek na Srednovekovna Balgaria, Цар Симеон Велики (893–927): Златният век на Средновековна България), in Bulgarian, Fatherland Front Publishers, Sofia 1983
- Pirivatrich, Sardzan, The State of Samuel. Territory and Characteristics (Samuilovata darzhava. Obhvat i harakter, Самуиловата държава. Обхват и характер), AGATA-A Publishing Group, Sofia 2000, ISBN 954-540-020-X
- Selected sources of Bulgarian history (Podbrani izvori na balgarskata istoria, Подбрани извори за българската история), Vol. II: Bulgarian States and Bulgarians in the Middle Ages (Balgarskite darzhavi i balgarite prez Srednovekovieto, Българските държави и българите през Средновековието), TANGRA TanNakRA IK Publishers, in Bulgarian, Sofia 2004, ISBN 954-9942-40-6
- Angelov, Dimitar, and Boris Cholpanov, Bulgarian Military History in the Middle Ages (10th–15th centuries) (Balgarska voenna istoria prez srednovekovieto (X-XV vek), Българска военна история през средновековието (Х–XV век), in Bulgarian, Bulgarian Academy of Sciences Publishers, Sofia 1994, ISBN 954-430-200-X
- Nikolov, Georgi (2005). 《Centralism and regionalism in early Medieval Bulgaria (end of the 7th – beginning of the 11th centuries) (Tsentralizam i regionalizam v rannosrednowekovna Balgariya (kraya na VII – nachaloto na XI vek), Централизъм и регионализъм в ранносредновековна България (края на VII – началото на XI век)》 (불가리아어). Sofia: Academic Press Marin Drinov. ISBN 954-430-787-7.
- Ostrogorsky, George, History of Byzantium (Istoria na vizantiyskata darzhava, История на византийската държава), in Bulgarian, Sofia, 1998, ISBN 954-8079-92-5
- Zlatarski, Vasil (1994) [1927]. 《История на българската държава през средните векове. Том I. История на Първото българско царство, Част II. От славянизацията на държавата до падането на Първото царство (852–1018)》 [History of Bulgaria in the Middle Ages. Vol. 1. History of the First Bulgarian Empire, Part 2. From the Slavicization of the state to the fall of the First Empire (852–1018)]. Sofia: Marin Drinov Academic Publishers. ISBN 954-430-299-9.
- Pavlov, Plamen, The Sunset of the First Bulgarian Kingdom (1015–1018) (Zalezat na Parvoto balgarsko tsarstvo (1015–1018), Залезът на Първото българско царство (1015–1018)), in Bulgarian, Marin Drinov Academic Publishers, Sofia, 1999, ISBN 954-430-630-7
- Ćirković, Sima, Doseljavanje slovena i dukljanska država, from Montenegrina digitalna biblioteka crnogorske kulture on 20 November 2007.
- Holmes, Catherine, Basil II (A.D. 976–1025), publ. in: De Imperatoribus Romanis, An Online Encyclopedia of Roman Emperors retrieved on 16 November 2007.
- Vasiliev, А., History of the Byzantine empire, retrieved on 20 November 2007.
- Runciman, Steven, A History of the First Bulgarian Empire, The end of an Empire 보관됨 3월 4, 2016 - 웨이백 머신, retrieved on 28 January 2008.
- Stevenson, Paul (2003). The Legend of Basil the Bulgar-Slayer. Cambridge University Press (2003). ISBN 0-521-81530-4
- The battle of Kleidion (in English)., retrieved on 28 January 2008.
- The battle of Kleidion (in French)., retrieved on 28 January 2008.
- Jireček, K. J. (1876). 《Geschichte der Bulgaren》 (독일어). Nachdr. d. Ausg. Prag 1876, Hildesheim, New York : Olms 1977. ISBN 3-487-06408-1., pp. 195–200 (pp. 195–197, 200 can be seen inside the link)